# Feldbach, Elveția
Feldbach este un oraș în Elveția.

## Personalități
- Thomas Frischknecht, ciclist elvețian